# Kolešovice
Kolešovice (en allemand : Koleschowitz) est une commune du district de Rakovník, dans la région de Bohême-Centrale, en République tchèque. Sa population s'élevait à 809 habitants en 2020.

## Géographie
Kolešovice se trouve à 10 km à l'ouest-nord-ouest de Rakovník et à 60 km à l'ouest de Prague.
La commune est limitée par Hořovičky au nord-ouest, par Hořesedly au nord, par Kněževes au nord-est, par Přílepy au sud-est, par Pšovlky et Švihov au sud, et par Oráčov au sud-ouest.

## Histoire
La première mention écrite de la localité date de 1318.

## Administration
La commune se compose de trois quartiers :
- Kolešovice
- Heřmanov
- Zderaz